# Сима Цуцић
Сима Цуцић (1905. Беодра – 1988. Зрењанин) био је критичар књижевности за децу и писац. Сматра се родоначелником књижевне критике књижевности за децу у Срба.

## Биографија
Сима Цуцић рођен је 20. марта 1905. године у Беодри (данашњем Новом Милошеву) у сеоској занатлијској породици. Основну школу завршио је у родном месту, а Учитељску у Сомбору. Од 1928. до 1931. године студира на Вишој педагошкој школи у Београду, на Групи за југословенску књижевност и српскохрватски језик. 
Цео живот провео је у образовању. По завршетку студија постављен је за наставника Грађанске школе у Зрењанину, а 1945. године постаје директор Гимназије у Зрењанину. На овом положају остаје све до 1955. године, када је изабран за професора Више педагошке школе у Зрењанину за предмет – Историја југословенске књижевности. На тој дужности је све до 1965. године кад се пензионисао.
Поред наставничког и књижевног рада, активно је деловао и у Матици српској у Новом Саду као члан разних комисија и одбора.
Умро је 14. августа 1988. године у Зрењанину.

## Књижевни и критички рад
Свој рад у књижевности започео је још као ђак Учитељске школе у Сомбору. У часопису Књижевни север 1925. године објављује песму Ноћ. Већ наредне године штампа своју прву књигу Псалми у данима чезнућа – збирку песама у прози. Књигу приповедака Равничари намењену ученицима основне школе објављује 1936. године.
Свој критички рад започео је 1937. године са полемиком Наша дечија књижевност у часопису Грађанска школа. Полемика је објављена те исте године и у форми књиге.
Већ 1938. објављује роман за децу IVб напред. Следе романи И Моца хоће у школу из 1946. и Први кораци из 1948. године.
Матица српска је 1951. године издала књигу Из дечје књижевности. У тој књизи прикупљени су чланци Симе Цуцића објављени у Летопису Матице српске до 1950. 
У књизи Из дечје књижевности II из 1974. објављени су осврти и чланци из Летописа у периоду 1951-1959. За књигу Огледи из књижевности за децу издату 1978. године, добио је 1979. године Змајеву награду.

## Пролеће Симе Цуцића
Културна манифестација Пролеће Симе Цуцића, посвећена лику и делу Симе Цуцића, одржава се од 2008. године у Новом Милошеву у организацији Банатског културног центра.
Циљ манифестације је афирмација и критичко сагледавање књижевности за децу.
У оквиру манифестације додељују се и Награда „Сима Цуцић“ за најбољу књигу из области науке о књижевности за децу, Награда „Сима Цуцић“ за животно дело и три Плакете.

## Дела
- Псалми у данима чезнућа – књига песама у прози (1926)
- Равничари – књига приповедака намењена деци (1936)
- IVб напред! - роман за децу (1938)
- И Моца хоће у школу – роман за децу (1946)
- Први кораци- омладински роман (1948)
- Наша дечја књижевност (1937)
- Из дечје књижевности I (1951)
- Из дечје књижевности II (1974)
- Огледи из књижевности за децу(1978)[2]